# Aljaksej Schpileuski
Aljaksej Mikalajewitsch Schpileuski (belarussisch Аляксей Мікалаевіч Шпілеўскі, russisch Алексей Николаевич Шпилевский ‚Alexei Nikolajewitsch Schpilewski‘; englische Transkriptionen: Aliaksei Shpileuski (belarussisch) bzw. Aleksey Shpilevski (russisch); * 17. Februar 1988 in Minsk, BSSR, Sowjetunion) ist ein belarussischer Fußballtrainer. Er ist seit Ende Februar 2022 Cheftrainer von Aris Limassol.

## Karriere
Schpileuski wurde in Minsk geboren und kam im Alter von 6 Jahren nach Deutschland, als sein Vater Mikalaj als Spieler in die drittklassige Regionalliga Süd zur SpVgg 07 Ludwigsburg wechselte. In der Jugend spielte der defensive Mittelfeldspieler u. a. für den VfB Stuttgart und nahm mit der belarussischen U17-Nationalmannschaft an der U17-Europameisterschaft 2005 teil, musste seine Karriere aber aufgrund einer Bandscheibenverletzung bereits in der A-Jugend im Alter von 18 Jahren beenden.
Nach dem frühen Ende seiner Spielerkarriere arbeitete Schpileuski als Trainer im Nachwuchsbereich des VfB Stuttgart und von RB Leipzig. Im Sommer 2018 kehrte er in seine Heimat zurück und wurde Cheftrainer des Erstligisten Dinamo Brest, den er in der laufenden Saison 2018 übernahm und nach wenigen Wochen wieder verließ, nachdem er sich mit der Mannschaft und Klubführung in disziplinarischen Dingen überworfen hatte.
Zur Saison 2019 übernahm Schpileuski den kasachischen Erstligisten FK Qairat Almaty. Nachdem er in seiner ersten Saison hinter dem FK Astana Vizemeister geworden war, gewann er mit der Mannschaft in der Saison 2020 die Meisterschaft.
Im Juni 2021 verließ Schpileuski den FK Qairat Almaty während der laufenden Saison 2021 und kehrte nach Deutschland zurück, um zur Saison 2021/22 den Zweitligisten FC Erzgebirge Aue als Nachfolger von Dirk Schuster zu übernehmen. Er unterschrieb einen bis zum 30. Juni 2024 laufenden Vertrag. Nach drei Unentschieden und vier Niederlagen in den ersten sieben Ligaspielen sowie dem Ausscheiden in der ersten Runde aus dem DFB-Pokal trennte sich der Verein auf dem letzten Tabellenplatz stehend von ihm.
Ende Februar 2022 übernahm Schpileuski den zyprischen Erstligisten Aris Limassol.

## Erfolge
- Kasachischer Meister: 2020
- Zyprischer Meister: 2023[6]